# Autumn in New York
Autumn in New York ist eine Komposition, die Vernon Duke im Jahr 1934 schrieb. Der Text stammt ebenfalls von Duke. 
Autumn in New York war ursprünglich ein Song für die Broadway-Revue Thumbs Up, die am 27. Dezember 1934 im St.James Theatre am Broadway Premiere hatte und dort bis Mai 1935 lief. „Autumn In New York“ war die große Schlussnummer der Show, zu der unterschiedliche Komponisten Songs beisteuerten. Die 32-taktige Ballade wurde dort von J. Harold Murray (1891–1940) gesungen, einem seit den Zwanziger Jahren recht bekannten Broadway-Star. Allerdings fand sich lange Zeit niemand, der den Song auf Schallplatte aufnehmen mochte – die für Vernon Duke typische, komplexe Melodiestruktur und der dem „typischen Hit-Schema“ zuwiderlaufende Text waren vermutlich die Gründe dafür. Erst 1944 spielte Harry James Autumn In New York mehrfach für das Radio. 1946 erschien dann eine erste Studio-Aufnahme von Louanne Hogan, 1947 von Jo Stafford. Frank Sinatras Aufnahme von 1947 wurde erst 1949 veröffentlicht, erreichte dann aber Platz 27 in den Billboard-Charts.
Über 400 verschiedene Künstler haben bis heute den Song aufgenommen, der inzwischen zu den bekanntesten Titeln des Great American Songbook gehört. Im Jahr 2000 gab es sogar einen ganzen Hollywood-Film gleichen Titels (deutsch unter dem Titel Es begann im September, Regie: Joan Chen), in dem Yvonne Washington den Song interpretierte. 
Das Stück hat sich auch zum Jazzstandard entwickelt. Es wurde zunächst von Charlie Parker, Stan Kenton und Bud Powell interpretiert. Weitere relevante Jazz-Versionen stammen beispielsweise von Bob Brookmeyer, Billie Holiday, Sheila Jordan und Sarah Vaughan. Louis Armstrong und Ella Fitzgerald machten den Titel auch im Duett bekannt. Auch trug er erheblich zur Popularität des Modern Jazz Quartet bei, das es 1953 einspielte und auf seiner LP Django veröffentlichte.